# Салгареда
Салгареда (итал. Salgareda) је насеље у Италији у округу Тревизо, региону Венето.
Према процени из 2011. у насељу је живело 5574 становника. Насеље се налази на надморској висини од 9 м.

## Становништво
Према резултатима пописа становништва 2011. у општини је живело 6.599 становника.
| 1931. | 1936. | 1951. | 1961. | 1971. | 1981. | 1991. | 2001. | 2011. |
| ----- | ----- | ----- | ----- | ----- | ----- | ----- | ----- | ----- |
| 6.205 | 6.165 | 6.137 | 4.597 | 4.204 | 4.524 | 4.634 | 5.574 | 6.599 |